# Сълзите на Пеле
Сълзите на Пеле (на хавайски: Nā waimaka o pele) са вид вулканично стъкло – дребни, заострени, застинали капчици лава, изхвърлени, разпилени и замръзнали по време на бурно вулканично изригване. Обикновено се формират при експлозивни изригвания на базалтова лава с нисък вискозитет. Те носят ценна информация на вулканолозите за вида на магмата и механизмите на изригването. Носят името на хавайската богиня на огъня и вулканите Пеле.

## Характеристика
Цветът на сълзите на Пеле е тъмнокафяв до черен и застиналите капчици се различават една от друга по форма и размер. Имат гладка стъклена повърхност, съдържанието на везикули във вътрешността им е около 30%, а диаметърът на сферичките по продължение на оста е под 2 мм.Сълзите нямат кристална структура, тъй като се втвърдяват по-бързо, отколкото кристалите успяват да кристализират. Разпределението и размера на везикулите в сълзите на Пеле са показателни за свойствата на магмата при експлозивното разрушаване.

## Образуване
При вулканично изригване много от агрегатите образуват познатите видове потоци от лава, но съществува и друг интересен процес, който се случва при ерупция. Това е образуването на стъклени топчици или капчици втвърдена лава, известни като сълзите на Пеле. Една от проявите на вулканична активност са фонтаните от лава, които изхвърлят ефектно и във височина струи магма и малки, ситни капчици от лава. Поради скоростта на изхвърляне и размерите им, те застиват изключително бързо. Това се случва най-често при ерупциите от хавайски и стромболийски тип.
Образуването на сълзите на Пеле е сложен процес, и зависи от много различни фактори. Докато капките се движат във въздуха, те се охлаждат много бързо и формата им се изкривява. Деформацията им зависи от скоростта, с която се изхвърлят от вулкана, повърхностното напрежение, вискозитета на магмата и съпротивлението, което късчетата изпитват по пътя си във въздуха. С нарастването на размера на капките лава те постепенно се превръщат в буци и сълзите се преструктурират във вулканични бомби. Когато повърхността на тези образувания вече е втвърдена, но сърцевината остава разтопена, те могат да повредят структури, да причинят нараняване и дори смърт.
Сълзите на Пеле често се намират едновременно с друга красива форма на вулканичното стъкло – косите на Пеле. В края на нишките от косите понякога са прикрепени малките капчици от сълзите на Пеле, които по състав съответстват обикновено на сидеромелан или тахилит. Тъй като са по-тежки от влакната, те се откъсват от косата и падат близо до отдушника, който изхвърля лавата.
Смятало се е, че косите и сълзите се образуват заедно и при подобни условия. През 1994 г. японският вулканолог и сеизмолог Дайсуке Шимозуру прави подробни изследвания и установява, че основен фактор за определяне дали да се образуват сълзите или косите на Пеле е скоростта на изригване на магмата. Ако тази скорост е висока се образуват косите, а ако е ниска се формират сълзите на Пеле.

## Научно значение
Сълзите на Пеле са интересни за вулканолозите, защото в стъклените капчица се съдържат газови мехурчета и везикули. При анализиране те предоставят известна информация за механизмите на изригване. Например, формата им може да даде индикация за силата на ерупцията. Когато мехурчета се образуват в лавата, докато тя бавно тече надолу, те получават сферична форма. Ако скоростта на изригване е ниска, те успяват да запазят тази форма. Ако изригването обаче е силно, от голямата скорост на изхвърляне мехурчетата се изкривяват и придобиват удължена форма.
Изследването на съдържанието на мехурчетата, намиращи се в сълзите на Пеле е много важно за вулканолозите. Съставът на магмената камера включва лава, кристали и летливи газове. При високо налягане, докато магмата се намира все още в камерата, съдържащите се в нея газове се втечняват и разтварят в нея. Когато тя тръгне нагоре към отдушника, налягането намалява и газовете започват да се изпаряват от стопилката. Някои от тях излитат, а други остават в магмата във вид на мехурчета, пълни с газ и част от тях попада в сълзите на Пеле. Когато тези газове се анализират, те могат да дадат чудесна индикация за химичния състав на магмената камера. Информацията може да се използва за определяне на експлозивния характер на изригването и да помогне да се разберат сложните процеси, протичащи във вулканите. Това е съществена информация, помагаща при управлението на природните опасности.
Например подробният анализ и характеристика на сълзите на Пеле при избухването на Килауеа Ики през 1959 г. довежда до преоценка на механизмите на разрушаване и раздробяване на магмата, времевите граници на релаксация (намаляване на еластичността и увеличаване на необратимата, пластична деформация) и скоростта на охлаждане, които са причина за тяхното формиране.